# Ancylistes gibbicollis
Ancylistes gibbicollis là một loài bọ cánh cứng trong họ Cerambycidae.